# 天主教阿德里亞-羅維戈教區
天主教阿德里亞-羅維戈教區（拉丁語：Dioecesis Adriensis-Rhodigiensis）是天主教會在義大利的一個教區。屬威尼斯宗主教區。
該教區原稱阿德里亞教區。傳統說法認為教區是由拉文納的聖亞博那開教，而首次有文獻記載的主教出現649年。1803年前屬拉文納總教區，拿破崙統治時期屬費拉拉總教區。1818年，改屬威尼斯宗主教區。
1909年7月7日教座自阿德里亞遷至羅維戈。1986年9月30日易名至今，羅維戈的聖伯多祿聖保祿座堂也成為了副主教座堂。

## 現況
教區範圍包括羅維戈省大部份地區，2012年有教友198,000人，佔轄區總人口96.8%。教區下轄109個堂區，有159名司鐸。現任教區主教為伯多祿-安多尼·帕瓦內洛。